# Nádas Tamás (karatézó)
Nádas Tamás (Budapest, 1978. november 27. –) karatézó, rendőr, színész, filmproducer. Háromszoros világbajnok, hatszoros Európa-bajnok, világjátékok ezüst- és bronzérmes, kilencszeres magyar bajnok.

## Élete
Háromévesen kezdte a harcművészetet, és 9 éves korától gódzsú-rjú karatézik, ahol Harsányi László volt a mestere. Tizenkét évesen kezdett versenyezni, és már 14 éves korában megszerezte élete első magyar bajnoki címét mind katában, mind kumitében. Azóta is az egyik legsikeresebb magyar karateversenyző. 1995–2000 között a magyar (WKF-) karateválogatott, 2000–2010 között az amerikai válogatott tagja volt. Háromszoros világbajnok, hatszoros Európa-bajnok, kilencszeres magyar bajnok.
2000-ben költözött az Amerikai Egyesült Államokba, ahol amerikai színekben versenyzett, és eredményei miatt amerikai állampolgársággal tüntették ki. Sensei Randall Sanders csapatát erősítve katában és csapatkumitében is aranyérmet szerzett az USKA-világbajnokságon 2014-ben.
Munkájában rendőrként, az amerikai Új-Mexikóban a polgármester kitüntette a „Hősöknek járó közbiztonsági kitüntetéssel” (Major‘s Public Safety Award for a Hero). Az NBC amerikai országos tv-csatorna is közzétette egyik „hőstettét” arról, hogy saját pénzéből reggeliztetett meg hajléktalanokat.
2015-ben a Busy Day című film producere volt. Több nagynevű küzdősportoló is szerepelt a filmben, köztük jó barátja, Hugyetz Lajos, aki a Fierce Target verekedős jeleneteinek kidolgozásában segített.

## Eredményei

### Világbajnokság
- 2014 USKA kata arany
- 2014 USKA csapatkumite arany
- 2014 USKA kumite ezüst
- 1997 ITKF kumite arany

### Világjátékok
- 2017 WKF/WPFG kumite ezüst
- 2017 WKF/WPFG kata bronz

### Világkupa
- 1997 WKF csapatkumite ezüst
- 1995 WKF kumite ezüst

### Európa-bajnokság
- 1999 EGKF csapatkumite bronz
- 1998 JKF kumite arany
- 1998 JKF csapatkata arany
- 1998 JKF csapatkumite ezüst
- 1998 JKF kata bronz
- 1997 JKF csapatkata arany

### Európa-kupa
- 1998 Open kata arany
- 1998 Open kumite arany
- 1998 Open csapatkata arany
- 1998 Open csapatkumite arany
- 1997 Shotokan kata arany
- 1997 Shotokan kumite ezüst

### Amerikai bajnokság
- 2014 USKA kumite ezüst
- 2014 USKA kata ezüst

### Magyar bajnokság
- 1994-2000 WKF 2x arany
- 1994-2000 WKF 2x ezüst
- 1998 Fudokan kumite arany
- 1997 Shito-Ryu kumite arany
- 1996 JKF kata arany
- 1996 JKF csapatkumite arany
- 1996 JKF kumite bronz
- 1993 Kushido kumite arany
- 1993 Kushido kata ezüst
- 1992 Goju-Ryu kata arany
- 1992 Goju-Ryu kumite arany

### Diákolimpia
- 1993-1997 5x arany
- 1993-1997 2x ezüst
- 1993-1997 2x bronz

### Amerikai bajnokság, Brazilian Jiu-Jitsu
- 2012 IBJJF Medium-Heavy arany

### Kitüntetések
- 1995-1999 Kiváló Sportoló, polgármesteri kitüntetés
- 2014 Életmentői Kitüntetés, polgármesteri kitüntetés
- 2014 A Város Hőse, polgármesteri kitüntetés
- 2017 True Blue Awards